# Torneo Preolímpico Femenino FIBA 2016
El Torneo Preolímpico femenino FIBA 2016 fue un torneo de baloncesto que constó de 12 equipos nacionales, en el cual cinco equipos obtuvieron su plaza para los Juegos Olímpicos de 2016. Tuvo lugar entre los días 13 y 19 de junio.
La sede se definió en enero y fue elegida Francia, en donde se repitió el formato que se viene utilizando, de doce integrantes divididos en cuatro grupos y luego partidos de eliminación para definir los clasificados.

## Clasificados
| Competición                               | Vacantes  | Clasificado                        |
| ----------------------------------------- | --------- | ---------------------------------- |
| Eurobasket femenino 2015                  | 4 equipos | Francia España Bielorrusia Turquía |
| Campeonato FIBA Américas Femenino de 2015 | 3 equipos | Cuba Argentina Venezuela           |
| AfroBasket Femenino 2015                  | 2 equipos | Nigeria Camerún                    |
| Campeonato FIBA Asia de 2015              | 2 equipos | China Corea del Sur                |
| Campeonato FIBA Oceanía de 2015           | 1 equipo  | Nueva Zelanda                      |

## Sede
El 26 de septiembre de 2015, FIBA anunció que Francia y España eran las candidatas para albergar el torneo. El plazo para presentar la candidatura final terminó el 11 de noviembre.
La sede se dio a conocer en enero de 2016 y fue elegida Francia. La ciudad que albergará el torneo será Nantes.

### Estadio
| Nantes                                |
| ------------------------------------- |
| Salle métropolitaine de La Trocadière |
| Capacidad: 4.200                      |

## Formato
Los 12 equipos serán distribuidos en cuatro grupos para la ronda preliminar, de modo que nunca coincidan 2 equipos del mismo continente en un mismo grupo. Los dos mejores equipos de cada grupo se clasificarán para las eliminatorias. Los cuatro ganadores de la eliminatoria de cuartos de final obtendrán plaza directa para los Juegos Olímpicos. Los cuatro perdedores jugarán dos rondas para obtener la plaza final.
Primera fase
Se disputan los partidos de cada grupo en tres días consecutivos entre el 13 y el 15 de junio. Los dos mejores de cada grupo avanzan de fase, el último queda eliminado.
Segunda fase
Se emparejan los equipos tal que el primero de un grupo se enfrente al segundo de otro grupo. Los ganadores de estos duelos clasifican a Río 2016. Los perdedores pasan a la tercera fase.
Tercera fase
Los cuatro perdedores se emparejan en semifinales y los ganadores avanzan a la final para determinar el quinto clasificado a los Juegos Olímpicos. Los perdedores de los partidos quedan eliminados.

## Primera fase

### Grupo A
| Equipo        | Pts | PG | PP | PF  | PC  | Dif |
| ------------- | --- | -- | -- | --- | --- | --- |
| Francia       | 4   | 2  | 0  | 153 | 119 | 34  |
| Cuba          | 3   | 1  | 1  | 131 | 145 | –14 |
| Nueva Zelanda | 2   | 0  | 2  | 114 | 134 | –20 |

| 13 de junio, 20:30 | Cuba                                                                               | 67–83                | Francia                                                       | Nantes                                                                                         |  |
|                    | Parciales: 15 - 20, 14 - 30, 18 - 19, 20 - 14                                      |                      |                                                               |                                                                                                |  |
|                    | Estadísticas Clenia Noblet 17 Clenia Noblet 11 Ineidis Casanova y Oyanaisy Gelis 5 | Reporte Pts Reb Asts | Estadísticas 19 Endy Miyem 7 Isabelle Yacoubou 8 Sarah Michel | Pabellón: Salle métropolitaine de La Trocardière Árbitros: Amy Bonner Amit Balak Snehal Bendke |  |

| 14 de junio, 20:30 | Francia                                                                | 70–52                | Nueva Zelanda                                                         | Nantes                                                                                              |  |
|                    | Parciales: 16 - 17, 11 - 12, 25 - 17, 18 - 6                           |                      |                                                                       | |  |
|                    | Estadísticas Isabelle Yacoubou 19 Isabelle Yacoubou 11 Céline Dumerc 8 | Reporte Pts Reb Asts | Estadísticas 10 Antonia Edmondson 6 Antonia Edmondson 3 Micaela Cocks | Pabellón: Salle métropolitaine de La Trocardière Árbitros: Maripier Malo Gentian Cici Joyce Mucheno |  |

| 15 de junio, 15:00 | Nueva Zelanda                                                                        | 62–64                | Cuba                                                             | Nantes                                                                                         |  |
|                    | Parciales: 10 - 14, 14 - 18, 15 - 16, 23 - 16                                        |                      |                                                                  |                                                                                                |  |
|                    | Estadísticas Jillian Harmon 25 Jillian Harmon 14 Antonia Edmondson y Micaela Cocks 6 | Reporte Pts Reb Asts | Estadísticas 16 Oyanaisy Gelis 10 Clenia Noblet 3 Oyanaisy Gelis | Pabellón: Salle métropolitaine de La Trocardière Árbitros: Amy Bonner Amit Balak Jasmina Juras |  |

### Grupo B
| Equipo    | Pts | PG | PP | PF  | PC  | Dif |
| --------- | --- | -- | -- | --- | --- | --- |
| Turquía   | 4   | 2  | 0  | 138 | 84  | 54  |
| Argentina | 3   | 1  | 1  | 113 | 130 | -17 |
| Camerún   | 2   | 0  | 2  | 110 | 147 | -37 |

| 13 de junio, 15:00 | Camerún                                                              | 64–75                | Argentina                                                  | Nantes                                                                                                 |  |
|                    | Parciales: 13 - 21, 10 - 22, 19 - 17, 22 - 15                        |                      |                                                            | |  |
|                    | Estadísticas Ramses Lonlack 25 Maeva Dongmo Teinkela 7 Tia Weledji 5 | Reporte Pts Reb Asts | Estadísticas 15 Gisela Vega 9 Gisela Vega 6 Melisa Gretter | Pabellón: Salle métropolitaine de La Trocardière Árbitros: Maripier Malo Jasmina Juras Tomasz Trawicki |  |

| 14 de junio, 18:00 | Argentina                                                  | 38–66                | Turquía                                                                  | Nantes                                                                                               |  |
|                    | Parciales: 4 - 18, 13 - 15, 4 - 20, 17 - 13                |                      |                                                                          | |  |
|                    | Estadísticas Gisela Vega 8 Gisela Vega 9 Débora González 3 | Reporte Pts Reb Asts | Estadísticas 18 Lara Sanders 15 Lara Sanders 10 Birsel Vardarli Demirmen | Pabellón: Salle métropolitaine de La Trocardière Árbitros: Andreia Silva Snehal Bendke Jasmina Juras |  |

| 15 de junio, 18:30 | Turquía                                                  | 72–46                | Camerún                                                                                         | Nantes                                                                                             |  |
|                    | Parciales: 20 - 8, 21 - 7, 17 -17, 14 - 14               |                      |                                                                                                 | |  |
|                    | Estadísticas Lara Sanders 12 Lara Sanders 9 Isil Alben 6 | Reporte Pts Reb Asts | Estadísticas 14 Monique Ngo Ndjock 7 Brittany Starling 2 Brittany Starling y Monique Ngo Ndjock | Pabellón: Salle métropolitaine de La Trocardière Árbitros: Andreia Silva Hatim Alharbi Julio Anaya |  |

### Grupo C
| Equipo        | Pts | PG | PP | PF  | PC  | Dif |
| ------------- | --- | -- | -- | --- | --- | --- |
| Bielorrusia   | 3   | 1  | 1  | 136 | 126 | 10  |
| Corea del Sur | 3   | 1  | 1  | 135 | 135 | 0   |
| Nigeria       | 3   | 1  | 1  | 130 | 140 | –10 |

| 13 de junio, 18:00 | Bielorrusia                                                             | 71–60                | Nigeria                                                | Nantes                                                                                             |  |
|                    | Parciales: 14 - 14, 24 - 18, 20 - 13, 13 - 15                           |                      |                                                        | |  |
|                    | Estadísticas Yelena Leuchanka 15 Yelena Leuchanka 13 Yelena Leuchanka 5 | Reporte Pts Reb Asts | Estadísticas 19 Adaora Elonu 9 Uju Ugoka 4 Ezinne Kalu | Pabellón: Salle métropolitaine de La Trocardière Árbitros: Andreia Silva Hatim Alharbi Julio Anaya |  |

| 14 de junio, 12:30 | Nigeria                                                           | 70–69                | Corea del Sur                                          | Nantes                                                                                                   |  |
|                    | Parciales: 13 - 20, 15 - 13, 19 - 18, 23 - 18                     |                      |                                                        | |  |
|                    | Estadísticas Joyce Ekworomadu 14 Olayinka Sanni 10 Adaora Elonu 4 | Reporte Pts Reb Asts | Estadísticas 22 Ajeong Kang 16 Jisu Park 8 Seungah Lee | Pabellón: Salle métropolitaine de La Trocardière Árbitros: Nicolas Maestre Sarty Nghixulifwa Yohan Rosso |  |

| 15 de junio, 12:30 | Corea del Sur                                          | 66–65                | Bielorrusia                                                                 | Nantes                                                                                               |  |
|                    | Parciales: 24 - 22, 20 - 19, 12 - 14, 10 - 10          |                      |                                                                             | |  |
|                    | Estadísticas Ajeong Kang 18 Jisu Park 14 Seungah Lee 4 | Reporte Pts Reb Asts | Estadísticas 15 Anastasiya Verameyenka 9 Yelena Leuchanka 7 Lindsey Harding | Pabellón: Salle métropolitaine de La Trocardière Árbitros: Maripier Malo Yohan Rosso Tomasz Trawicki |  |

### Grupo D
| Equipo    | Pts | PG | PP | PF  | PC  | Dif |
| --------- | --- | -- | -- | --- | --- | --- |
| España    | 4   | 2  | 0  | 160 | 98  | 62  |
| China     | 3   | 1  | 1  | 120 | 136 | -16 |
| Venezuela | 2   | 0  | 2  | 114 | 160 | -46 |

| 13 de junio, 12:30 | Venezuela                                                     | 59–77                | China                                                     | Nantes                                                                                               |  |
|                    | Parciales: 16 - 20, 8 - 22, 13 - 24, 22 - 11                  |                      |                                                           | |  |
|                    | Estadísticas Waleska Pérez 14 Roselís Silva 9 Waleska Pérez 6 | Reporte Pts Reb Asts | Estadísticas 21 Mengxin Sun 9 Zhifang Zhao 8 Zhifang Zhao | Pabellón: Salle métropolitaine de La Trocardière Árbitros: Nicolás Mestre Gentian Cici Joyce Muchenu |  |

| 14 de junio, 15:00 | China                                           | 43–77                | España                                                     | Nantes                                                                                            |  |
|                    | Parciales: 8 - 15, 13 - 20, 14 - 19, 8 - 23     |                      |                                                            |                                                                                                   |  |
|                    | Estadísticas Ting Shao 9 Mengxin Sun 6 Wen Lu 3 | Reporte Pts Reb Asts | Estadísticas 22 Alba Torrens 13 Sancho Lyttle 8 Laia Palau | Pabellón: Salle métropolitaine de La Trocardière Árbitros: Amy Bonner Julio Anaya Tomasz Trawicki |  |

| 15 de junio, 20:30 | España                                                                                              | 83–55                | Venezuela                                                                      | Nantes |  |
|                    | Parciales: 17 - 7, 24 - 15, 22 - 12, 20 - 21                                                        |                      |                                                                                | |  |
|                    | Estadísticas Leonor Rodríguez 24 Lucila Pascua 9 Silvia Domínguez, Leticia Romero y Sancho Lyttle 4 | Reporte Pts Reb Asts | Estadísticas 16 Roselis Silva 7 Waleska Pérez 5 Ivaney Márquez y Waleska Pérez | Pabellón: Salle métropolitaine de La Trocardière Árbitros: Nicolas Maestre Gentian Cici Sarty Nghixulifwa |  |

## Segunda fase

### Primera plaza
| 17 de junio, 20:30 | Francia                                                   | 90–53                | Argentina                                                                      | Nantes                                                                                                |  |
|                    | Parciales: 18 - 15, 28 - 11, 19 - 11, 25 - 16             |                      |                                                                                | |  |
|                    | Estadísticas Endy Miyem 21 Hélèna Ciak 9 Céline Dumerc 10 | Reporte Pts Reb Asts | Estadísticas 12 Macarena Rosset 4 Diana Cabrera y Gisela Vega 5 Melisa Gretter | Pabellón: Salle métropolitaine de La Trocardière Árbitros: Maripier Malo Amit Balak Sarty Nghixulifwa |  |

### Segunda plaza
| 17 de junio, 15:00 | Turquía                                                                   | 71–45                | Cuba                                                              | Nantes                                                                                                |  |
|                    | Parciales: 16 - 12, 26 - 12, 14 - 16, 15 - 5                              |                      |                                                                   | |  |
|                    | Estadísticas Lara Sanders 18 Nevriye Yilmaz 10 Birsel Vardarli Demirmen 6 | Reporte Pts Reb Asts | Estadísticas 15 Ineidis Casanova 8 Marlen Cepeda 2 Oyanaisy Gelis | Pabellón: Salle métropolitaine de La Trocardière Árbitros: Gentian Cici Snehal Bendke Tomasz Trawicki |  |

### Tercera plaza
| 17 de junio, 18:00 | Bielorrusia                                                          | 70–84                | China                                                                     | Nantes                                                                                            |  |
|                    | Parciales: 16 - 14, 12 - 18, 14 - 29, 28 - 23                        |                      |                                                                           |                                                                                                   |  |
|                    | Estadísticas Lindsey Harding 22 Yelena Leuchanka 9 Lindsey Harding 6 | Reporte Pts Reb Asts | Estadísticas 18 Ting Shao 7 Nan Chen 5 Xiaojia Chen, Mengxin Sun y Wen Lu | Pabellón: Salle métropolitaine de La Trocardière Árbitros: Amy Bonner Jasmina Juras Andreia Silva |  |

### Cuarta plaza
| 17 de junio, 12:30 | España                                                        | 70–50                | Corea del Sur                                         | Nantes                                                                                               |  |
|                    | Parciales: 19 - 11, 17 - 14, 15 - 12, 19 - 13                 |                      |                                                       | |  |
|                    | Estadísticas Sancho Lyttle 20 Sancho Lyttle 13 Alba Torrens 4 | Reporte Pts Reb Asts | Estadísticas 10 Jisu Park 4 Hyejin Park 5 Hyejin Park | Pabellón: Salle métropolitaine de La Trocardière Árbitros: Nicolas Maestre Joyce Muchenu Yohan Rosso |  |

## Tercera fase, quinta plaza
|  | Semifinales   | Semifinales |               |             | Final | Final |  |
|  |               |             |               |             |       |       |  |
|  |               |             |               |             |       |       |  |
|  | Argentina     | 44          |               |             |       |       |  |
|  | Argentina     | 44          |               |             |       |       |  |
|  | Bielorrusia   | 84          |               |             |       |       |  |
|  | Bielorrusia   | 84          |               | Bielorrusia | 56    |       |  |
|  |               |             |               | Bielorrusia | 56    |       |  |
|  |               |             | Corea del Sur | 39          |       |       |  |
|  | Cuba          | 62          | Corea del Sur | 39          |       |       |  |
|  | Cuba          | 62          |               |             |       |       |  |
|  | Corea del Sur | 81          |               |             |       |       |  |
|  | Corea del Sur | 81          |               |             |       |       |  |
|  |               |             |               |             |       |       |  |

| 18 de junio, 20:30 | Argentina                                                            | 44–84                | Bielorrusia                                                                | Nantes                                                                                           |  |
|                    | Parciales: 3 - 20, 13 - 26, 12 - 21, 16 - 17                         |                      |                                                                            |                                                                                                  |  |
|                    | Estadísticas Agostina Burani 11 Agostina Burani 9 (seis jugadoras) 1 | Reporte Pts Reb Asts | Estadísticas 19 Tatsiana Likhtarovich 12 Yelena Leuchanka 7 Tatyana Troina | Pabellón: Salle métropolitaine de La Trocardière Árbitros: Amy Bonner Gentian Cici Andreia Silva |  |

| 18 de junio, 18:00 | Cuba                                                                               | 62–81                | Corea del Sur                                          | Nantes                                                                                             |  |
|                    | Parciales: 20 - 21, 15 - 25, 16 - 15, 11 - 20                                      |                      |                                                        | |  |
|                    | Estadísticas Leidys Oquendo 19 Clenia Noblet 8 Ineidis Casanova y Arlenys Romero 3 | Reporte Pts Reb Asts | Estadísticas 22 Ajeong Kang 10 Jisu Park 8 Seungah Lee | Pabellón: Salle métropolitaine de La Trocardière Árbitros: Maripier Malo Jasmina Juras Yohan Rosso |  |

### Quinta plaza
| 19 de junio, 15:00 | Bielorrusia                                                                                    | 56–39                | Corea del Sur                                                       | Nantes                                                                                              |  |
|                    | Parciales: 12 - 8, 15 - 8, 12 -12, 17 - 11                                                     |                      |                                                                     | |  |
|                    | Estadísticas Lindsey Harding 17 Anastasiya Verameyenka 15 Lindsey Harding y Yelena Leuchanka 3 | Reporte Pts Reb Asts | Estadísticas 11 Danbi Kim 12 Jisu Park 2 Ji Hee Yang y Yung Hui Lim | Pabellón: Salle métropolitaine de La Trocardière Árbitros: Amy Bonner Nicolas Maestre Maripier Malo |  |

## Clasificados
| Francia | Turquía | China | España | Bielorrusia |